# KR Reykjavik (football)
Maillots
Actualités
Le KR (Knattspyrnufélag Reykjavíkur) est un club de football islandais basé à Reykjavik.

## Historique
Le KR Reykjavik est fondé sous le nom de Fótboltafélag Reykjavíkur (FR Reykjavik), c’est-à-dire « Football Club de Reykjavik », le 16 février 1899, ce qui fait de lui le plus ancien club de football d’Islande. Il lui faut cependant attendre le développement d’autres clubs dans le pays pour pouvoir disputer des compétitions. Le KR remporte le premier championnat disputé en 1912, en match d’appui contre le Fram Reykjavik (3-2). Le troisième club engagé, l'ÍBV Vestmannaeyjar, déclare forfait pour la seconde de ses rencontres contre le FR, après une défaite initiale contre Fram. Le FR qui joue en maillot blanc et short noir, décide après cette victoire d’adopter les couleurs de Newcastle United, l’un des meilleurs clubs du championnat d’Angleterre (et non, comme le dit la légende, parce qu’ils avaient décidé d’adopter celles du champion d’Angleterre, quel qu’il fût, cette année-là, puisque ce fut les Blackburn Rovers).
En 1918, le club absorbe le FR Vesturbæjar Reykjavik et le Hédinn Reykjavik et devient le Knattspyrnufélag Reykjavíkur, ou KR Reykjavik. Il remporte le titre national une dizaine de fois avant l’indépendance en 1944, puis une dizaine d’autre jusqu’en 1968. Le club gagne aussi la toute première Coupe nationale en 1960.
En 1964, le KR devient le premier club islandais à disputer la Coupe d'Europe, mais explose face à un autre nouveau venu au niveau continental, le Liverpool FC (0-5, 1-6).
Après avoir ainsi dominé le football national, KR amorce un lent déclin et fait connaissance avec la deuxième division en 1977. Il doit attendre 31 ans pour remporter un nouveau titre, en 1999, et double la mise avec la victoire en Coupe contre l'ÍA Akranes, manière de fêter son centenaire en beauté. Entretemps, il avait échoué lors de la dernière journée à trois reprises, en 1990, 1996 et 1998. Depuis, trois nouveaux trophées de champion sont venus enrichir la vitrine du club le plus titré du pays.
L’équipe féminine du KR participe aussi à la toute première Coupe d’Europe féminine en 2001.

## Stades
Pendant longtemps, le KR a joué au Melavöllur, puis au stade national de football et d'athlétisme, le Laugardalsvöllur. Depuis 1984, il évolue au KR-völlur qui peut accueillir  3 000 spectateurs.

## Bilan sportif

### Palmarès

#### Masculin
- Championnat d'Islande (27) :
  - Champion : 1912, 1919, 1926, 1927, 1928, 1929, 1931, 1932, 1934, 1941, 1948, 1949, 1950, 1952, 1955, 1959, 1961, 1963, 1965, 1968, 1999, 2000, 2002, 2003, 2011, 2013 et 2019

- Championnat d'Islande de deuxième division (1) :
  - Champion : 1978

- Coupe d'Islande (14) :
  - Vainqueur : 1960, 1961, 1962, 1963, 1964, 1966, 1967, 1994, 1995, 1999, 2008, 2011, 2012 et 2014
  - Finaliste : 1989, 1990, 2006, 2010 et 2015

- Coupe de la Ligue islandaise (8) :
  - Vainqueur : 1998, 2001, 2005, 2010, 2012, 2017, 2018 et 2019
  - Finaliste : 2004

- Supercoupe d'Islande (6) :
  - Vainqueur : 1969, 1996, 2003, 2012, 2014 et 2020

#### Féminin
- Championnat d'Islande (6)
  - Champion : 1993, 1997, 1998, 1999, 2002, 2003

- Coupe d'Islande (4)
  - Vainqueur : 1999, 2002, 2007, 2008
  - Finaliste : 1994, 1995, 1998, 2000, 2005, 2011 et 2019

- Coupe de la Ligue islandaise (4) :
  - Vainqueur : 1999, 2000, 2002 et 2008
  - Finaliste : 1997, 2005 et 2007

### Bilan européen

#### Bilan
| Compétition              | P  | M  | V  | N  | D  | BP | BC  | Diff. |
| ------------------------ | -- | -- | -- | -- | -- | -- | --- | ----- |
| Ligue des champions (C1) | 10 | 21 | 3  | 4  | 14 | 20 | 66  | -46   |
| Coupe des coupes (C2)    | 5  | 14 | 2  | 2  | 10 | 14 | 37  | -23   |
| Ligue Europa (C3)        | 15 | 47 | 13 | 11 | 23 | 59 | 81  | -22   |
| Ligue Conférence (C4)    | 1  | 2  | 1  | 0  | 1  | 2  | 4   | -2    |
| Total                    | 31 | 84 | 19 | 17 | 48 | 95 | 188 | -93   |

#### Résultats
Légende
- Victoire ou qualification pour le tour suivant
- Match nul
- Défaite ou élimination de la compétition

Note : dans les résultats ci-dessous, le score du club est toujours donné en premier
| Saison    | Compétition               | Tour                | Club                | Domicile | Extérieur | Total  |
| --------- | ------------------------- | ------------------- | ------------------- | -------- | --------- | ------ |
| 1964-1965 | Coupe des clubs champions | Tour préliminaire   | Liverpool FC        | 0 - 5    | 1 - 6     | 1 - 11 |
| 1965-1966 | Coupe des coupes          | Seizièmes de finale | Rosenborg BK        | 1 - 3    | 1 - 3     | 2 - 6  |
| 1966-1967 | Coupe des clubs champions | Seizièmes de finale | FC Nantes           | 2 - 3    | 2 - 5     | 4 - 8  |
| 1967-1968 | Coupe des coupes          | Seizièmes de finale | Aberdeen FC         | 1 - 4    | 0 - 10    | 1 - 14 |
| 1968-1969 | Coupe des coupes          | Seizièmes de finale | Olympiakos          | 0 - 2    | 0 - 2     | 0 - 4  |
| 1969-1970 | Coupe des clubs champions | Seizièmes de finale | Feyenoord Rotterdam | 0 - 4    | 2 - 12    | 2 - 16 |
| 1984-1985 | Coupe UEFA                | Premier tour        | Queens Park Rangers | 0 - 3    | 0 - 4     | 0 - 7  |
| 1991-1992 | Coupe UEFA                | Premier tour        | Torino FC           | 0 - 2    | 1 - 6     | 1 - 8  |
| 1993-1994 | Coupe UEFA                | Premier tour        | MTK Budapest        | 1 - 2    | 0 - 0     | 1 - 2  |
| 1995-1996 | Coupe des coupes          | Tour préliminaire   | CS Grevenmacher     | 2 - 0    | 2 - 3     | 4 - 3  |
| 1995-1996 | Coupe des coupes          | Seizièmes de finale | Everton FC          | 2 - 3    | 1 - 3     | 3 - 6  |
| 1996-1997 | Coupe des coupes          | Tour préliminaire   | MPKC Mazyr          | 1 - 0    | 2 - 2     | 3 - 2  |
| 1996-1997 | Coupe des coupes          | Seizièmes de finale | AIK Solna           | 0 - 1    | 1 - 1     | 1 - 2  |
| 1997-1998 | Coupe UEFA                | Premier tour Q      | Dinamo Bucarest     | 2 - 0    | 2 - 1     | 4 - 1  |
| 1997-1998 | Coupe UEFA                | Deuxième tour Q     | OFI Crète           | 0 - 0    | 1 - 3     | 1 - 3  |
| 1999-2000 | Coupe UEFA                | Tour préliminaire   | Kilmarnock FC       | 1 - 0    | 0 - 2     | 1 - 2  |
| 2000-2001 | Ligue des champions       | Premier tour Q      | Birkirkara FC       | 4 - 1    | 2 - 1     | 6 - 2  |
| 2000-2001 | Ligue des champions       | Deuxième tour Q     | Brøndby IF          | 0 - 0    | 1 - 3     | 1 - 3  |
| 2001-2002 | Ligue des champions       | Premier tour Q      | Vllaznia Shkodër    | 2 - 1    | 0 - 1     | 2 - 2E |
| 2003-2004 | Ligue des champions       | Premier tour Q      | Pyunik Erevan       | 1 - 1    | 0 - 1     | 1 - 2  |
| 2004-2005 | Ligue des champions       | Premier tour Q      | Shelbourne FC       | 2 - 2    | 0 - 0     | 2 - 2E |
| 2007-2008 | Coupe UEFA                | Premier tour Q      | BK Häcken           | 0 - 1    | 1 - 1     | 1 - 2  |
| 2009-2010 | Ligue Europa              | Deuxième tour Q     | AEL Larissa         | 2 - 0    | 1 - 1     | 3 - 1  |
| 2009-2010 | Ligue Europa              | Troisième tour Q    | FC Bâle             | 2 - 2    | 1 - 3     | 3 - 5  |
| 2010-2011 | Ligue Europa              | Premier tour Q      | Glentoran FC        | 3 - 0    | 2 - 2     | 5 - 2  |
| 2010-2011 | Ligue Europa              | Deuxième tour Q     | Karpaty Lviv        | 0 - 3    | 2 - 3     | 2 - 6  |
| 2011-2012 | Ligue Europa              | Premier tour Q      | ÍF Fuglafjørður     | 5 - 1    | 3 - 1     | 8 - 2  |
| 2011-2012 | Ligue Europa              | Deuxième tour Q     | MŠK Žilina          | 3 - 0    | 0 - 2     | 3 - 2  |
| 2011-2012 | Ligue Europa              | Troisième tour Q    | Dinamo Tbilissi     | 1 - 4    | 0 - 2     | 1 - 6  |
| 2012-2013 | Ligue des champions       | Deuxième tour Q     | HJK Helsinki        | 1 - 2    | 0 - 7     | 1 - 9  |
| 2013-2014 | Ligue Europa              | Premier tour Q      | Glenavon FC         | 0 - 0    | 3 - 0     | 3 - 0  |
| 2013-2014 | Ligue Europa              | Deuxième tour Q     | Standard de Liège   | 1 - 3    | 1 - 3     | 2 - 6  |
| 2014-2015 | Ligue des champions       | Deuxième tour Q     | Celtic FC           | 0 - 1    | 0 - 4     | 0 - 5  |
| 2015-2016 | Ligue Europa              | Premier tour Q      | Cork City           | 2 - 1 ap | 1 - 1     | 3 - 2  |
| 2015-2016 | Ligue Europa              | Deuxième tour Q     | Rosenborg BK        | 0 - 1    | 0 - 3     | 0 - 4  |
| 2016-2017 | Ligue Europa              | Premier tour Q      | Glenavon FC         | 2 - 1    | 6 - 0     | 8 - 1  |
| 2016-2017 | Ligue Europa              | Deuxième tour Q     | Grasshoppers Zurich | 3 - 3    | 1 - 2     | 4 - 5  |
| 2017-2018 | Ligue Europa              | Premier tour Q      | SJK Seinäjoki       | 0 - 0    | 2 - 0     | 2 - 0  |
| 2017-2018 | Ligue Europa              | Deuxième tour Q     | Maccabi Tel-Aviv    | 0 - 2    | 1 - 3     | 1 - 5  |
| 2019-2020 | Ligue Europa              | Premier tour Q      | Molde FK            | 0 - 0    | 1 - 7     | 1 - 7  |
| 2020-2021 | Ligue des champions       | Premier tour Q      | Celtic FC           | N/A      | 0 - 6     | 0 - 6  |
| 2020-2021 | Ligue Europa              | Deuxième tour Q     | Flora Tallinn       | N/A      | 1 - 2     | 1 - 2  |
| 2022-2023 | Ligue Europa Conférence   | Premier tour Q      | Pogoń Szczecin      | 1 - 0    | 1 - 4     | 2 - 4  |